# Попугаев, Андрей Александрович
Андре́й Алекса́ндрович Попуга́ев (род. 2 апреля 1965 года, Сосновка, Вятскополянский район, Кировская область, РСФСР, СССР) — советский и российский хоккеист, выступавший в амплуа нападающего за клубы высших хоккейных лиг СССР и России; мастер спорта СССР международного класса (1990).

## Биография
Родился 2 апреля 1965 года в городе Сосновке на юге Кировской области, начинал играть в городской команде «Судостроитель» (первый тренер В. М. Хасанов).
В 16 лет уехал в Кирово-Чепецк выступать за хоккейный клуб «Олимпия» В 1983 году был приглашён в ижевскую"Ижсталь», выступавшую в высшей лиге чемпионата СССР.
В следующем сезоне был призван в московское «Динамо», в составе которого дважды становился серебряным призёром чемпионата СССР (1984/1985, 1986/1987) и обладателем Кубка Берлина (1986 год).
До 1999 года выступал за клубы высшего дивизиона чемпионатов СССР, СНГ, МХЛ и России — ижевскую «Ижсталь», московский «Спартак» (в составе которого стал серебряным призёром в сезоне 1990/1991 и бронзовым — в сезоне 1991/1992, а также стал двукратным обладателем Кубка Шпенглера в 1989 и 1990 годах), московское «Динамо» (в составе которого был Финалистом Евролиги 1998/1999) и СКА из Санкт-Петербурга.
Перерывом в участии А. Попугаева в национальных чемпионатах было его выступление в 1993 году (с августа по октябрь) за немецкий клуб 3-й бундеслиги ХК «Нойвид» и в 1994—1996 годах за японский клуб «Ниппон Пэйпер Крэйнс» из города Кусиро.
В 1985 году в составе советской молодёжной сборной стал бронзовым призёром проходившего в финских городах Турку и Вантаа чемпионата мира. 
В составе второй национальной сборной — обладатель Кубка Моравии (1985 год) и Кубка Аляски (1986 год).
После завершения игровой карьеры продолжил работу как менеджер. В 2010 года был первым вице-президентом хабаровского «Амура» (с 2008 года — менеджером клуба); с августа 2012 года являлся спортивным директором мытищинского клуба «Атлант».
Сын Никита также хоккеист.

## Достижения
- Серебряный призёр чемпионата СССР 1984/1985
- Бронзовый призёр чемпионата мира среди молодёжных команд 1985.
- Обладатель Кубка Берлина 1986 года.
- Серебряный призёр чемпионата СССР 1986/1987
- Обладатель Кубка Шпенглера 1989[укр.]
- Обладатель Кубка Шпенглера 1990[укр.]
- Серебряный призёр чемпионата СССР 1990/1991
- Бронзовый призёр чемпионата СНГ 1991/1992.
- Финалист Евролиги 1998/1999[англ.]